# 2β-Propanoil-3β-(2-naftil)-tropan
2β-Propanoil-3β-(2-naftil)-tropan ili WF-23 (Vejk Forest-23, nazvan po univerzitetu na kome je prvi put stvoren) analog je kokaina. Nekoliko stotina puta je snažniji od kokaina kao inhibitor ponovnog preuzimanja serotonin-noradrenalina-dopamina.
Kao što se može videti na PubMed-u, ovi acil supstituisani feniltropani su veoma moćni MAT inhibitori i takođe imaju veoma dug polu-život, koji se može da traje nekoliko dana; kao polu-život transportera dopamina u pacovima u nađeno je da traje 2-3 dana pod normalnim uslovima (sa agonistima, antagonistima i inhibitorima transportera koji menjaju vreme poluraspada), smatra se da se VF-23 u velikoj meri ili uglavnom vezuje za svoje transportere dok se oni ne razgrade.

## Spoljašnje veze
- (Satendra Singh, 2000) Page 16-17